# Pont d'Anshun
Le pont d'Anshun (chinois simplifié: 安 顺 桥; pinyin: Ānshùn qiáo lit. «Paisible et fluide») est un pont dans la ville de Chengdu, la capitale de la province du Sichuan, en Chine. Il traverse la rivière Jin. Le pont couvert contient un restaurant relativement grand et est un lieu de restauration populaire dans la ville.

## Histoire
Le pont Anshun d'origine fut construit en 1746 par Lingan Hongdui, sous la dynastie Yuan. Il traverse la rivière Jin. En 1947, une inondation a ravagé la ville et a détruit le pont d'origine.
Le pont fut reconstruit en 2003 pour remplacer le pont d'origine.
Au XIIIe siècle, lors du voyage de Marco Polo à Chengdu, Anshun qiao est l'un des quatre ponts qui l'ont profondément impressionné. Marco Polo a écrit sur plusieurs ponts en Chine et le pont Anshun était l'un d'entre eux.

## Description
Le pont mesure 81 mètres de long et 6 mètres de large, avec le style ancien des dynasties Ming et Qing. La main courante du pont est sculptée de beaux motifs comme la prune, l'orchidée, le bambou, le chrysanthème qui représentent la culture folklorique traditionnelle chinoise. La jetée du pont est équipée de deux statues de bêtes aquatiques assises sur la jetée des ponts qui, selon les anciens, sont censées chasser les inondations. Chaque côté du pont a une arche commémorative archaïsante, et le style du pont concentre fortement l'essence du style architectural chinois.

## Localisation
Le pont Anshun est situé dans le centre-est de la ville de Chengdu dans la province du Sichuan. Il se trouve à proximité du parc Wangjianglou et de l'université du Sichuan. Il est également proche du quartier commerçant animé comme Chunxi Road et Taikoo Li au nord.